# LGBT觀光
LGBT觀光（LGBT tourism）是指以LGBT人群為對象的小眾觀光產業。據2000年的一份報告，世界10%的國際遊客是男女同性戀，人數達約7000萬人。同性戀觀光也可能與特殊的同性戀活動，如驕傲遊行等時期一致。
據孤独星球的報告，世界最受歡迎的同性戀觀光目的地是：
- 1.美國舊金山
- 2.澳大利亞雪梨
- 3.英國布賴頓
- 4.荷蘭阿姆斯特丹
- 5.德國柏林
- 6.墨西哥巴亞爾塔港
- 7.美國紐約
- 8.巴西里約熱內盧
- 9.捷克布拉格
- 10.泰國曼谷[5]